# John Ganson
John Ganson (ur. 1 stycznia 1818 w Le Roy, zm. 28 września 1874 w Buffalo) – amerykański polityk, członek Partii Demokratycznej.

## Działalność polityczna
Od 1862 do 1863 zasiadał w New York State Senate. W okresie od 4 marca 1863 do 3 marca 1865 przez jedną kadencję był przedstawicielem 30. okręgu wyborczego w stanie Nowy Jork w Izbie Reprezentantów Stanów Zjednoczonych.